# Netgear
Netgear este o companie cu sediul în Silicon Valley, care proiectează și distribuie echipament pentru rețele de date.